# Заљубљена Ана, господин заборав и мама
Заљубљена Ана, господин заборав и мама је српски филм из 2023. у режији и по сценарију Мануела Србина.
Премијерно је приказан и на стриминг платформи Аполон 8. марта 2023. године.

## Радња
Ана је тинејџерка, дете разведених родитеља. Живи на релацији између заборавног оца и мајке која жели да положи правосудни испит и постане адвокат.
Заљубљена је у скејтера Теодора, али нема храброст да му приђе.
Има и свој бенд, а њен сан је да једног дана направе велики хит.
Ипак, њена највећа жеља јесте да јој родитељи поново буду заједно.
Јасно је - сасвим довољно материјала да перипетије могу да почну.

## Улоге
| Глумац             | Улога                   |
| ------------------ | ----------------------- |
| Ана Јовановић      | Ана                     |
| Ивана Поповић      | Катарина                |
| Душан Радојичић    | Иван                    |
| Андор Ковач Немеш  | Золтан                  |
| Бојана Тушуп       | Оља                     |
| Дејан Тончић       | Рацков                  |
| Вукашин Ранђеловић | Горан                   |
| Аница Петровић     | Ирина                   |
| Божидар Миленковић | Јоки                    |
| Максим Ћирјаковић  | Киза                    |
| Борис Димитријевић | Матеја                  |
| Данило Миловановић | Гера Мобида             |
| Матеја Грајић      | Мрвица                  |
| Борис Водник       | Теодор                  |
| Стефан Јуанин      | Борис                   |
| Алекса Илић        | Сколовски               |
| Божидар Стојков    | Шабан                   |
| Љубиша Ристовић    | полицајац               |
| Душан Сакан        | полицајац               |
| Никола Кончаревић  |                         |
| Ирис Савин         | погрешна мала девојчица |
| Ђорђе Путник       | Стефан                  |